# Casa Mata Clarassó
La Casa Mata Clarasó és un habitatge del municipi de Reus (Baix Camp) inclòs en l'Inventari del Patrimoni Arquitectònic de Catalunya.

## Descripció
Edifici d'habitatges entre mitgeres de planta baixa, tres pisos i terrat. A la planta baixa hi ha quatre capitells de pedra esculpida que representen grups de roses flanquejades per volutes. La façana està recoberta d'estucat que representa carreus de pedra, i la decoració la trobem a les llindes de pedra dels balcons, amb representació de formes vegetals simètriques, imaginaris de filigrana, botons, cintes de fullam, òvuls envoltats amb relleu de fullam. Tots els buits de la façana tenen la llinda amb motllures, elements esculpits i en relleu, que s'allarguen a part dels muntants. Les llindes poden recordar elements utilitzats en arquitectures eclèctiques inspirades en un estil pseudoneoegipci. La composició ornamental no és igual per a totes les obertures, la central del primer pis i les laterals de l'últim són diferents.
Cal destacar el coronament de la façana a manera de frontó, amb quatre pseudomènsules allargades amb relleu de rostres femenins envoltats de flors i d'un extens repertori vegetal, i prolongades per damunt de la cornisa com a pilastres que limiten la tanca de la façana. Les baranes dels balcons, que a la planta principal ocupen tota la façana, segueixen el conegut model de secció bombada, però amb un treball de forja molt ric, amb motius de planxa estampada de ferro.

## Història
Edifici fet construir per l'industrial Francesc Mata Clarasó el 1912. L'arquitecte va ser Pere Caselles